# 原子爆弾被害者一般疾病医療取扱医療機関
原子爆弾被害者一般疾病医療取扱医療機関(げんしばくだんひがいしゃいっぱんしっぺいいりょうとりあつかいいりょうきかん)とは、1945年日本の広島県、長崎県に投下された原子力爆弾によって被害を受けた被爆者に対する援護制度によって定められる医療機関。各都道府県知事が認定する。

## 一般疾病医療給付制度
被爆者(被爆者健康手帳所持者)は，原子爆弾による放射線を浴びたために，その影響で，（1）病気やけがにかかりやすいこと（2）病気やけがをしたとき，その病気やけがが治りにくいこと（3）病気やけがをしたことによって認定疾病を誘発するおそれがあること等から，一般疾病医療の給付の制度がある。

## 公費負担医療実施機関として
被爆者が公費負担医療を受けられるのは、原子力被爆者爆弾一般疾病医療機関で医療を受けた場合のみ。病院、診療所、薬局、指定訪問看護事業所等の開設者が、原子力爆弾被爆者一般疾病医療機関指定申請書を都道府県に提出し、知事が指定する。
原子爆弾被爆者一般疾病医療機関は，被爆者に代わって一般疾病医療費を審査支払機関を通じて国に請求することができる。つまり，原子爆弾被爆者一般疾病医療機関では，被爆者の医療費は各種健康保険及び他の法律の医療の給付を前提として，保険給付等の残りの部分について公費負担されることになるので，窓口では自己負担分を徴収せず，各審査支払機関に請求することになる。(一部支給制限・除外疾病がある)